# 오노 시노부
오노 시노부(일본어: 大野 忍, 1984년 1월 23일 ~ )는 일본의 여자 축구 선수이다.

## 국가대표팀 경력
그녀는 2003년 1월 12일 미국과의 경기에서 일본 국가대표팀에 데뷔했다. 3번의 FIFA 여자 월드컵, 2번의 하계 올림픽에도 출전했다. 2011년 FIFA 여자 월드컵 우승, 2015년 FIFA 여자 월드컵 준우승, 2012년 하계 올림픽 은메달 획득에 기여. 그녀는 2016년까지 국제 A매치 139경기에 출전, 40득점을 넣었다.

## 통계
| 일본 | 일본 | 일본 |
| 연도 | 출전 | 득점 |
| ---- | ---- | ---- |
| 2003 | 5    | 2    |
| 2004 | 1    | 3    |
| 2005 | 7    | 1    |
| 2006 | 16   | 4    |
| 2007 | 17   | 8    |
| 2008 | 19   | 7    |
| 2009 | 3    | 2    |
| 2010 | 12   | 6    |
| 2011 | 17   | 3    |
| 2012 | 15   | 2    |
| 2013 | 7    | 1    |
| 2014 | 6    | 0    |
| 2015 | 12   | 0    |
| 2016 | 2    | 1    |
| 통산 | 139  | 40   |